# Eleazar A. Sánchez
Eleazar A. Sánchez fue un político peruano.
Durante el siglo XX fundó, en la ciudad de Paita, los periódicos "Siglo XX" y "El Independiente". Fue elegido en 1907 como diputado suplente de la provincia de Huancayo, en el departamento de Junín siendo reelegido en 1913 junto a Rodrigo Peña Murrieta, Leonidas Ponce y Cier y Ernesto L. Ráez quienes fueron elegidos como diputados titulares o propietarios. Cumplió su mandato durante los gobiernos de Guillermo Billinghurst, Oscar R. Benavides y el segundo gobierno de José Pardo.